# Hamdiya Katchirika
Hamdiya Katchirika est une journaliste, militante féministe et écologiste togolaise. Elle est la présidente et fondatrice de l'association féministe togolaise Empower Ladies, qui lutte principalement contre la précarité menstruelle au Togo.

## Biographie
Lors de son enfance, elle subit les préjugés de la société togolaise ; ainsi, lorsqu'elle a ses règles, son père refuse qu'elle cuisine, alors qu'ils résident à Lomé et qu'elle le décrit comme « ouvert d'esprit ». La militante passe le baccalauréat en 2013. En 2019, elle participe dans ce cadre au Data Forces Festival de Cotonou où elle présente une conférence intitulée « Femme, Data, science et participation citoyenne »,. Elle est aussi choisie pour représenter le Togo dans le cadre du Mandela Washington Fellowship for Young African Leaders,,. Cela lui permet d'étudier un certain temps à l'Université Rutgers du New Jersey sur les questions d'engagement civique. 
Elle fonde l'association Empower Ladies à Lomé la même année. Elle en est la présidente, et cette association lutte principalement contre la précarité menstruelle au Togo,. Il s'agit d'un enjeu important au Togo, où les préjugés à ce sujet subsistent ; 28% des filles interrogées déclarent ainsi que les règles sont des « saletés de la femme, des déchets de l'organisme ou une odeur gênante », et il s'agit pour elle et son association de lutter contre ces préjugés. 
Katchirika produit et distribue par exemple des serviettes hygiéniques en tissu réutilisables ou jetables dans les régions reculées du pays,,,.  Avec son association, elle sensibilise les jeunes filles togolaises à ces sujets dans des ateliers,, en intervenant à la fois dans les villages et les lycées togolais. Dans ces ateliers, Katchirika enseigne aussi l'auto-palpation des seins, pour lutter contre le cancer du sein et accroître sa prévention. 
La militante s'engage aussi sur d'autres sujets, comme l'accès à internet au Togo et l'inclusion des togolaises dans ce processus. 